# 바바라 보슨

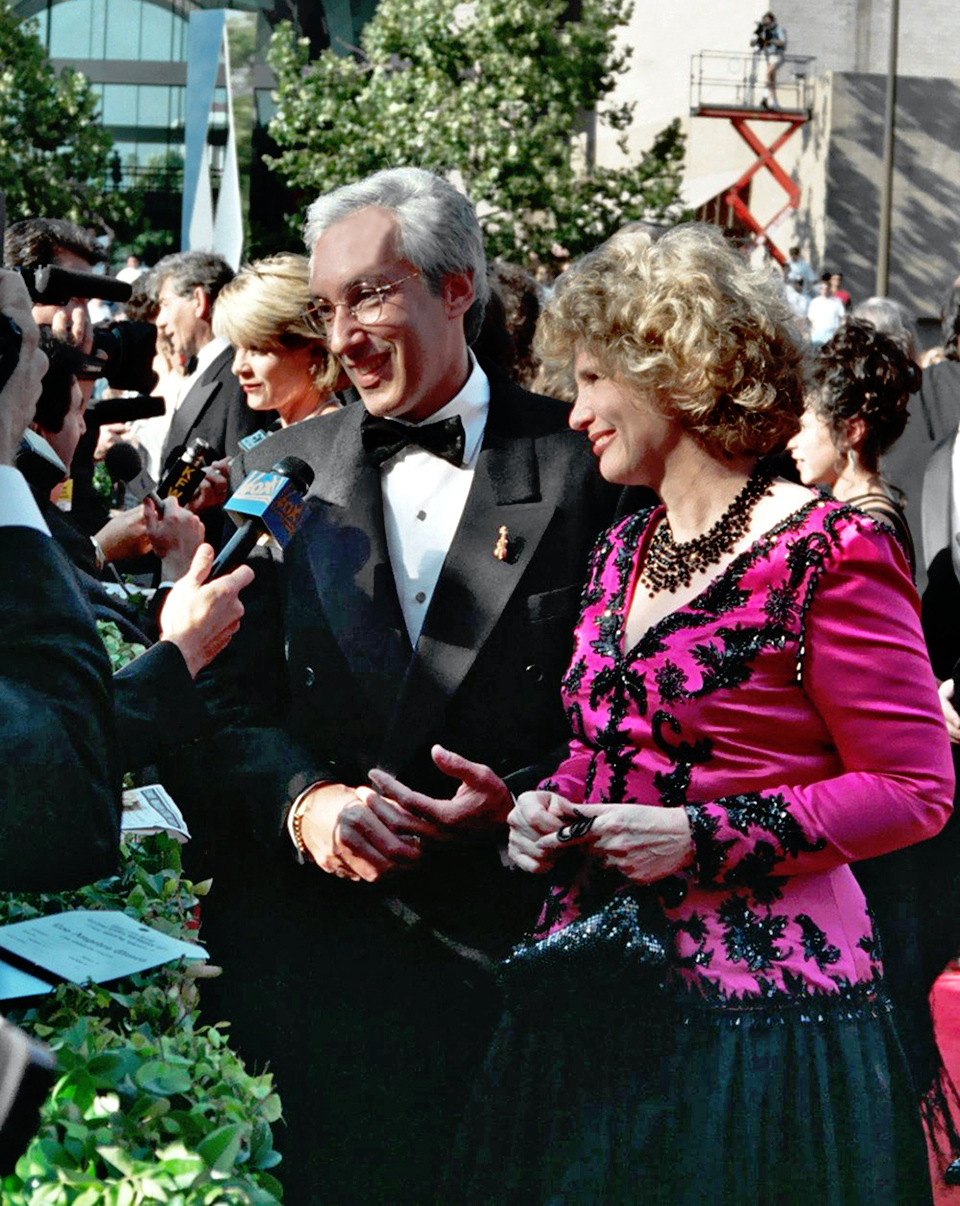
1994년

바바라 보슨(영어: Barbara Bosson, 1939년 11월 1일 ~ 2023년 2월 18일)은 미국의 배우, 텔레비전 배우, 영화배우이다.

## 출연

### 영화
- 회색 게임 (1995년)
- 내전 (1991년)
- 미녀 스캔들 (1990년)
- 리틀 스윗하트 (1989년)
- 원초적 살인 (1984년)
- 최후의 스타화이터 (1984년) - 제인 로간 역
- 마미 (1974년)
- 형사 맥밀란 (1971년)